# Jazíd III.
Jazíd III., celým jménem Jazíd ibn al-Valíd (701 – 25. září 744), byl arabský chalífa z rodu Umajjovců. V roce 744 vládl pouhých pět měsíců. Byl synem chalífy al-Valída.

## Vláda
Jazíd vedl úspěšnou vzpouru proti svému předchůdci al-Valídovi II., který ztratil podporu svých poddaných i rodiny. Podařilo se mu ho izolovat na jeho soukromém zámečku východně od Mrtvého moře. Při obléhání chalífa padl a Jazíd slavil triumfální návrat do Damašku.
Jako chalífa dokázal Jazíd uklidnit vzbouřený kmen Kalb a celou řadou slibů přimět poddané k poslušnosti. Svého příbuzného Marvána ibn Muhammada si naklonil tím, že mu potvrdil správu provincií v Ázerbájdžánu a Arménii a ještě mu přidal titul správce Mezopotámie.
Své sliby však již nestihl realizovat, neboť ho zastihla předčasná smrt na mozkový nádor. Za svého nástupce určil svého bratra Ibráhíma, což však zavdalo příčinu k dalšímu mocenskému střetu mezi Umajjovci a jejich spojenci.